# إدوارد ليتل
إدوارد ليتل (بالإنجليزية: Edward Little)‏ هو محامي أمريكي، ولد في 1773، وتوفي في 1849.